# Lennart Jacobson (1909–1944)
Hugo Lennart Jacobson, född 29 juli 1909 i Helsingborg, död 1944, var en svensk målare.
Jacobson studerade vid Edward Berggrens målarskola och vid Konsthögskolan i Stockholm 1933-1939 och under studieresor till Tréboul och Paris. Han medverkade ett flertal gånger i Sveriges allmänna konstförenings utställningar. En minnesutställning med hans konst visades på Svensk-franska konstgalleriet i Stockholm 1945. Hans konst består av stilleben, stadsutsikter, figurstudier och  landskap, ofta med motiv från Frankrike, mellan och Sydsverige. Jacobson är representerad vid Moderna museet, Stockholms stadsmuseum och Statens historiska museum.